# Paul Kabisch
Paul Kabisch (* 10. September 1857 in Köben; † 31. August 1927 in Leipzig) war ein deutscher Journalist. Überregionale Bekanntheit erlangte er als Schriftleiter der „Glückauf!“-Hefte des Erzgebirgsvereins.

## Leben
Nach dem Besuch des Gymnasiums in Köben erhielt er eine Stelle beim Verlag J. J. Weber in Leipzig, wo er mehrere Jahre an der Herausgabe und Erweiterung der in alle Welt vertriebenen Wochenzeitung „Illustrirte Zeitung“ mitwirkte. Seit dem Ersten Weltkrieg war es außerdem an der Herausgabe der Zeitschrift „Deutschland“ und später der illustrierten Blätter „Deutsches Land“ im Verlag Heling, Leipzig beteiligt.
Da seine Ehefrau aus dem Erzgebirge stammte, trat er als Mitglied in den Erzgebirgszweigverein Leipzig ein. 1901 wurde er in den Gesamtvorstand gewählt und übernahm nach der Ausscheiden des Oberlehrers Hermann Möckel von diesem 1910 die Herausgabe der „Glückauf!“-Hefte. Später gab er auch in regelmäßigen Abständen aktualisierten Verzeichnisse der Sommerfrischen des Erzgebirges heraus. Ferner war er Vorsitzender des Presse- und Verkehrsausschusses des Erzgebirgsvereins und Mitglied des Sächsischen Verkehrsverbandes.
Nach dem Tod von Bruno Berlet aktualisierte er dessen bekannte Reiseführer durch das Erzgebirge.